# (4193) Salanave
(4193) Salanave ist ein Hauptgürtelasteroid, der am 26. September 1981 von Brian A. Skiff und Norman G. Thomas an der Anderson-Mesa-Station des Lowell-Observatoriums entdeckt wurde.
Der Asteroid wurde am 23. Mai 2000 nach dem Meteorologen Leon E. Salanave benannt.